# Galena (cantante)
Galena (in bulgaro Галена?), pseudonimo di Galina Vičeva Genčeva (in bulgaro Галина Вичева Генчева?; Smjadovo, 21 maggio 1985), è una cantante bulgara.

## Biografia
Galena ha frequentato una scuola di musica a Šumen. Due anni dopo  si trasferisce in un'altra scuola di musica a Dimitrovgrad. Galena è stata lanciata dal cantante Milko Kalaydžiev. Inizialmente si fece chiamare con il nome Galja nel suo primo album Можеш ли, poi si fece chiamare con il nome Galena nel 2006, quando pubblicò anche un album che fece grande successo. Galena pubblicò ulteriori album, След 12 nel 2008 e Официално забранен nel 2010. Ha inoltre collaborato con un gran numero di cantanti tra cui Niki Nankov, Malina, Preslava e Andrea. È anche apparsa in una serie di pubblicità d'alto profilo.

## Discografia

### Album in studio
- 2006 – Galena
- 2008 – Sled 12
- 2010 – Oficialno zabramen
- 2011 – Az
- 2015 – Koj
- 2024 – GalenaXX

### Album video
- 2008 – Best Video Selection

### Raccolte
- 2007 – Dušata mi krešti
- 2013 – Zlatnite hitove na Pajner 15

### Singoli
- 2009 – Mnogo sladko (con Malina)
- 2012 – Spri me
- 2012 – Mnogo mi otivaš
- 2012 – Pak li
- 2013 – Butilka (con Preslava e Boris Dali)
- 2013 – Istinski štastliva
- 2013 – Daj mi
- 2014 – Body Language
- 2014 – Krivo šte mi e
- 2015 – Stara karavana
- 2015 – Edna žena
- 2015 – Koleda (con Cvetelina Janeva e Galin)
- 2016 – Da ti olekne
- 2016 – Pej, sărce (con Cvetelina Janeva feat. Azis)
- 2016 – Mama Uragan
- 2017 – Mina mi
- 2017 – Izneveriš li mi (con Fiki)
- 2017 – Prosto šou
- 2018 – Bebeto mi
- 2018 – Daj mi ljubov
- 2018 – Marrakech (con Cvetelina Janeva)
- 2018 – Fenomenalen
- 2019 – Sărce
- 2019 – Dobre li si (con Mile Kitić)
- 2019 – Panika
- 2019 – Lamborgini (con Fiki)
- 2020 – 100 života
- 2020 – Krasivi lăži (con Krisko)
- 2020 – Kavala kjuček (con Krisko)
- 2021 – Kăde beše ti
- 2021 – Scandal (con Medi)
- 2021 – Ti ne si za men
- 2021 – Trăpkata (con Krisko)
- 2021 – A+G=VNL (con Azis)
- 2022 – Euphoria
- 2022 – Welcome to Bulgaria (con DJ Damyan e Costi)
- 2022 – Čestit rožden den
- 2022 – Ne si me davaj (con Sabi)
- 2023 – Imeto ti
- 2023 – Moj si be (con Antonio e Azis)
- 2023 – Ergenăt (con Emrah)
- 2023 – Gorčivo
- 2023 – Abracadabra (con Tea Tairović)
- 2023 – Po, po, po (con Azis)
- 2024 – Măko moja
- 2024 – Hubavica (con Donika e Azis)
- 2024 – Život moj (con Fiki)
- 2025 – 22:22
- 2025 – My Birthday
- 2025 – Amnesia (con Virgo)
- 2025 – Vse po života (con Cvetelina Janeva)